# Ivan Zhdanov
Ivan Yurievich Zhdanov (em russo: Иван Юрьевич Жданов; nascido em 17 de agosto de 1988) é um político e advogado russo. Foi diretor da Fundação Anticorrupção (FBK) e é membro do Conselho Central do partido político Rússia do Futuro.

## Biografia
Ivan Zhdanov nasceu em 17 de agosto de 1988 em Moscou em uma família militar. Em 2005, ingressou na Universidade Estatal de Direito de Moscou, onde se formou em 2010, e também foi aluno de pós-graduação lá até 2013.
Depois de exercer advocacia no Serviço Federal Antimonopólio e no aparelho da Duma Estatal em 2011-2013, ele se dedicou à advocacia por conta própria e chefiou a filial regional do partido político Aliança Popular no Distrito Autônomo de Nenets.
Em 2014, ele começou a trabalhar na Fundação Anticorrupção como advogado e, mais tarde, foi nomeado chefe do departamento jurídico do FBK. Ele trabalhou em Rostov-on-Don.
Durante a campanha eleitoral em Novosibirsk em 2015, foi aberto um processo criminal contra Ivan Zhdanov ao abrigo do art. 142 do Código Penal da Federação Russa "Falsificação de documentos eleitorais, documentos de referendo".
Em 2016, ele foi registrado como candidato autoproclamado ao Conselho de Deputados do assentamento rural de Barvikhinskoye. Durante a campanha pré-eleitoral, foi aberto um processo criminal contra Ivan Zhdanov por alegada evasão ao serviço militar (parte 1 do artigo 328 do Código Penal da Rússia), e foram realizadas buscas no seu apartamento.
Posteriormente, as eleições foram canceladas pela Comissão Eleitoral Central da Federação Russa (CEC); representantes do FBK relacionaram o cancelamento das eleições com as reclamações que apresentaram sobre a votação antecipada, mas o chefe da CEC disse que as eleições foram canceladas por motivos completamente diferentes.
Zhdanov disse que o cancelamento dos resultados da eleição é uma confirmação da legitimidade dos candidatos da Fundação Anticorrupção.

### Campanha presidencial de Navalny

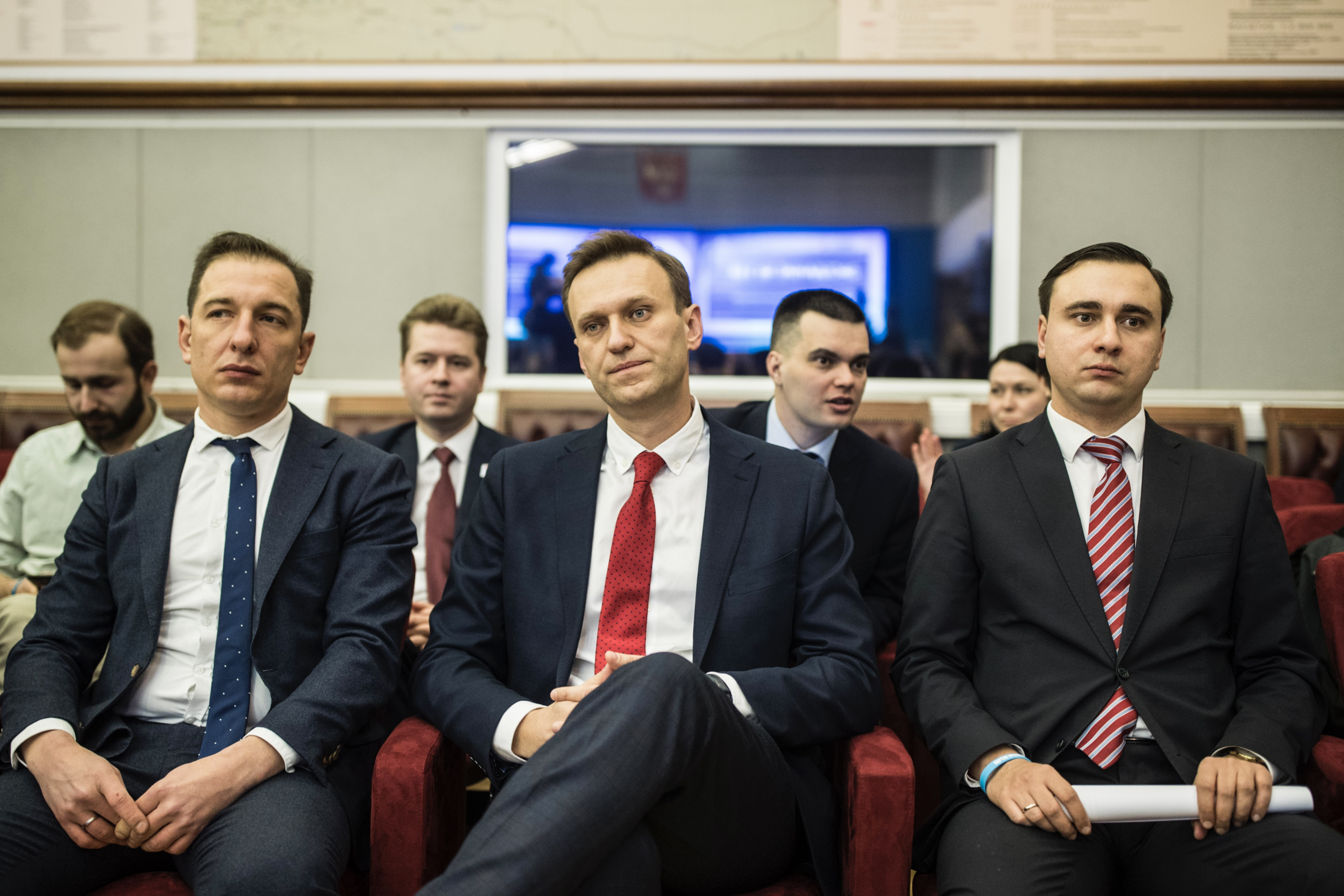
Roman Rubanov, Alexei Navalny e Zhdanov na sessão da Comissão Eleitoral Central.

Em 2017 e 2018, Zhdanov participou da campanha eleitoral para a admissão de Alexei Navalny na eleição presidencial. Várias vezes durante a campanha, ele defendeu o chefe da sede de Navalny, Leonid Volkov, no tribunal, que foi levado à responsabilidade administrativa por suposta “violação repetida da ordem de organização de um evento público”. Ele presidiu a reunião para nomear Navalny como candidato.
De 19 de maio de 2018 a 28 de março de 2019, foi Secretário do Conselho Central da Rússia do Futuro.
Em 24 de maio de 2018, ele foi detido em Moscou sob suspeita de violar as regras de organização ou realização do protesto "Ele Não é Nosso Czar", realizado em 5 de maio. Ele enfrentou 10 dias de prisão administrativa. No entanto, em 5 de maio, Zhdanov estava em um comício autorizado em Rostov-on-Don e não escreveu um único tweet sobre o comício. Posteriormente, o Tribunal Tverskoy de Moscou multou Zhdanov em 20 mil rublos.
Em 25 de outubro, Zhdanov foi novamente detido em Moscou. Em 27 de outubro, o Tribunal Simonovsky de Moscou multou Zhdanov em 250 mil rublos por participar de uma transmissão on-line de ações contra o aumento da idade de aposentadoria em 9 de setembro.
Desde dezembro de 2018, ele foi nomeado diretor da Fundação Anticorrupção. Vyacheslav Gimadi foi nomeado o novo chefe do departamento jurídico.

### Eleições para a Duma Municipal de Moscou de 2019
Ele foi um candidato autodenominado para deputados da Duma da cidade de Moscou nas eleições de 2019 no distrito eleitoral nº 8 (Aeroporto, Voikovsky, Koptevo, Sokol).
A sede eleitoral do candidato foi chefiada por Boris Zolotarevsky, coordenador da sede de Navalny em Chelyabinsk. A equipa conseguiu recolher cerca de 5.700 assinaturas (suficientes para serem submetidas à comissão eleitoral distrital), que foram submetidas no dia 6 de Julho. De acordo com os resultados da verificação, os funcionários da comissão eleitoral declararam 100% que 1180 das 5700 assinaturas são inválidas, o que representa 21% do número total de assinaturas, com 10% de assinaturas "defeituosas" permitidas, este foi o motivo da remoção de Zhdanov da corrida eleitoral.
Zhdanov, juntamente com vários outros candidatos da oposição, não concordou com os resultados da verificação de assinaturas e declarou que a rejeição de assinaturas era ilegal, apontando a motivação política da decisão de impedir que candidatos da oposição concorressem às eleições. Depois disso, ele, juntamente com outros candidatos da oposição, participou de protestos diários e também discursou em um comício na Avenida Sakharov, em 20 de julho, pela admissão de todos os candidatos da oposição às eleições para a Duma da cidade.
Na noite de 25 de Julho, agentes da polícia foram ao apartamento de Zhdanov para uma busca e, na mesma noite, levaram-no para interrogatório no âmbito de um processo criminal iniciado no dia anterior ao abrigo do artigo 141. No dia 27 de julho, ele foi preso na manhã anterior ao início da ação.
À noite, ele e outros candidatos não registrados foram liberados. Na segunda vez naquele dia, ele foi detido pela polícia na Praça Trubnaya. Em 29 de julho, o tribunal prendeu Zhdanov por 15 dias, após os quais, contrariamente à lei, ele foi levado para cumprir sua prisão em outra região, a região de Moscou, a cidade de Lyubertsy.
Em 2 de agosto, o Tribunal da Cidade de Moscou reconheceu como legal a recusa de registrar Ivan Zhdanov como candidato à Duma da Cidade de Moscou, apesar do fato de que o certificado do Ministério de Assuntos Internos contradizia o acordo entre a CEC e o Ministério de Assuntos Internos (o tribunal decidiu que o acordo era de natureza recomendatória e era impossível divulgar dados pessoais do banco de dados do Ministério de Assuntos Internos), bem como se recusou a considerar a confirmação dos moscovitas de que eles realmente deram uma assinatura para Zhdanov. Em resposta, Zhdanov entrou em greve de fome: "Não tenho mais meios nem oportunidades de transmitir a minha posição. A partir desse dia, faço greve de fome e recuso-me a comer. Não responderei mais a perguntas, recuso-me a participar nesta audiência."
Em 19 de agosto, Zhdanov disse: "Obviamente e cem por cento, não estarei na cédula de votação para as eleições da Duma da Cidade de Moscou no 8º distrito (Sokol, Aeroporto, Voikovsky, Koptevo)" e pediu a todos os seus apoiadores no distrito que apoiassem a candidata da oposição Darya Besedina. Leonid Volkov disse que o Smart Voting também apoia Besedina.
Em 6 de dezembro, Ivan Zhdanov foi detido por participar de uma manifestação que ocorreu em 14 de julho perto do prédio da Comissão Eleitoral da Cidade de Moscou. O tribunal lhe determinou 10 dias de prisão administrativa. Em 16 de dezembro, Zhdanov foi novamente detido na saída do centro de detenção especial, mas logo foi libertado.

### Eleições para a Duma Estatal de 2021
Em 16 de dezembro de 2019, Zhdanov anunciou sua intenção de concorrer como deputado nas eleições legislativas russas de 2021 . Ele também acrescentou que tomou essa decisão enquanto estava preso.

## Casos criminais
Em 22 de agosto de 2019, foi instaurado um processo criminal contra Ivan Zhdanov nos termos da Parte 2 do Artigo 315 do Código Penal "Não execução de uma sentença judicial, decisão judicial ou outro ato judicial", devido ao fato de ele "não cumprir a decisão judicial e não remover o filme Ele Não É Dimon para Você", mesmo que o filme tenha sido postado no canal pessoal de Navalny no YouTube.
Anteriormente, por causa do mesmo filme, já havia sido iniciado um processo criminal contra o ex-diretor da Fundação Anticorrupção Roman Rubanov. Além disso, foram abertos mais dois processos criminais, nos termos do art. 141 do Código Penal "Obstrução ao exercício dos direitos eleitorais ou ao trabalho das comissões eleitorais", bem como do parágrafo "b" da Parte 4 do art. 174 do Código Penal "Legalização (branqueamento de capitais) de fundos ou outros bens adquiridos por uma pessoa em resultado de um crime".